# Championnats d'Afrique de lutte 2000
Navigation
Édition précédente Édition suivante
Les Championnats d'Afrique de lutte 2000 se déroulent en mai 2000. 

## Podiums

### Lutte libre
| Catégories | Or                                  | Argent                      | Bronze                   |
| ---------- | ----------------------------------- | --------------------------- | ------------------------ |
| 54 kg      | Ali Mohamed Hassan Abu Taleb (EGY)  | Isaac Jacob (NGA)           | Finban Tchuda (GBS)      |
| 58 kg      | Talata Embalo (GBS)                 | Hassan Ibrahim Madani (EGY) | Tebe Dorgu (NGA)         |
| 63 kg      | Fred Jessey (NGA)                   | Jabeur Dridi (TUN)          | Hermann Kouadio (CIV)    |
| 69 kg      | Ibo Oziti (NGA)                     | Ibrahim Ibali (TUN)         | Ahmed Shahen (EGY)       |
| 76 kg      | Ian du Toit (RSA)                   | Sinivie Boltic (NGA)        | Matar Sène (SEN)         |
| 85 kg      | Vincent Aka Akesse (CIV)            | Alioune Diouf (SEN)         | Nico Jacobs (NAM)        |
| 97 kg      | Victor Kodei (NGA)                  | Isaac Mpia Endjam (CMR)     | Ahmed Khalil Saber (EGY) |
| 130 kg     | Hisham Abdelwahab Abdelmoamen (EGY) | Louis Auguste (MRI)         |                          |

### Lutte gréco-romaine
| Catégories | Or                                        | Argent                         | Bronze                   |
| ---------- | ----------------------------------------- | ------------------------------ | ------------------------ |
| 54 kg      | Mohamed Moustafa Abu Elela (EGY)          | Mohamed Saadi (ALG)            | Walid Nefzi (TUN)        |
| 58 kg      | Mohamed Barguaoui (TUN)                   | Ashraf Meligy El Garably (EGY) | Abdelhak Saidouni (ALG)  |
| 63 kg      | Yassine Djakrir (ALG)                     | Mahmoud Muhammed Saber (EGY)   | Nabul Salhi (TUN)        |
| 69 kg      | Abdou Saeed El Barbary (EGY)              | Belgacem Gammougui (TUN)       | Wynand Jansen (NAM)      |
| 76 kg      | Kader Silla (ALG)                         | Badreddine Amdouni (TUN)       | Junge Jansen (NAM)       |
| 85 kg      | Mohamed Ibrahim Abdelfattah Mohamed (EGY) | Amor Bach Hamba (TUN)          | Mohamed Smiry (MAR)      |
| 97 kg      | Karam Mohammed Gaber Ibragim (EGY)        | Hassen Fkiri (TUN)             | Gerald Vollenhoven (RSA) |
| 130 kg     | Omrane Ayari (TUN)                        | Mohamed El Sayed (EGY)         | Florine Auguste (RSA)    |

### Lutte féminine
| Catégories | Or                          | Argent                        | Bronze                      |
| ---------- | --------------------------- | ----------------------------- | --------------------------- |
| 46 kg      | Leopoldina Ross (GBS)       | Salwa Elsaeed Aldelaziz (EGY) | Joceline Badiate (SEN)      |
| 51 kg      | Faiza Bejaoui (TUN)         | Ahawi Amal Imani (MAR)        | Eveline Diatta (SEN)        |
| 56 kg      | Salma Ferchichi (TUN)       | Khady Diatta (SEN)            | Somaia Abdelatie (EGY)      |
| 62 kg      | Rim Garram (TUN)            | Asmaa Eddahar (MAR)           | Hassona Hanan Mohamed (EGY) |
| 68 kg      | Marie Nicole Diédhiou (SEN) | Yousria Magdy Elberhamy (EGY) | Kaouthmen Ghanmi (TUN)      |
| 75 kg      | Lorinda Bence (RSA)         | Saida Riabi (TUN)             | Fatma Hossein (EGY)         |